# Parlamentstog
Parlamentstog (engelsk: Parliamentary train) i Storbritannien var passagerbetjening som krævet af en parlamentslov vedtaget i 1844 efter hvilken, billig og basal jernbanetransport skulle stilles til rådighed for mindrebemidlede passagerer. Loven krævede, at mindst en sådan betjening skulle køre på hver eneste linje i hele landet.
En sådan service er ikke længere et lovkrav, og betegnelsen er kommet til i stedet at beskrive togbetjening, der fortsat opretholdes for at undgå omkostningerne ved at lukke en station eller en hel linje, men hvor betjeningen samtidig er beskåret så kraftigt, at der sommetider blot er én afgang om ugen og ikke til speciel lav pris. Sådanne afgange kaldes også "spøgelsestog".
| Jernbane | Spire Denne jernbaneartikel er en spire som bør udbygges. Du er velkommen til at hjælpe Wikipedia ved at udvide den. |